# Izabela Kałucka
Izabela Lidia Kałucka – polska mykolog i biotechnolog, doktor habilitowana nauk biologicznych, specjalizująca się w taksonomii i ekologii grzybów oraz grzybach ektomykoryzowych, adiunkt Katedry Algologii i Mykologii Wydziału Biologii i Ochrony Środowiska Uniwersytetu Łódzkiego.

## Życiorys naukowy
Doktorat w dyscyplinie biologii obroniła 14 grudnia 1999 roku na Wydziale Biologii i Nauk o Ziemi Uniwersytetu Łódzkiego dysertacją Grzyby w sukcesji wtórnej na gruntach porolnych w sąsiedztwie Puszczy Białowieskiej, przygotowaną pod kierunkiem prof. Marii Ławrynowicz. Habilitację w dyscyplinie ekologii uzyskała na Wydziale Biologii i Ochrony Środowiska UŁ 27 czerwca 2017 na podstawie pracy Różnorodność grzybów ektomykoryzowych we wczesnosukcesyjnych zbiorowiskach leśnych na siedliskach przekształconych antropogenicznie.